# Dodo Hug
Doris «Dodo» Hug (* 12. Februar 1950 in Bern) ist eine Schweizer Sängerin, Musikerin, Schauspielerin, Komödiantin und Singer-Songwriterin. Bekanntheit erlangte sie mit der Gruppe Mad Dodo.

## Werdegang
Dodo Hug ist seit den 1970er-Jahren in der Musikszene aktiv. Angefangen hat sie als Musiklehrerin und mit Strassen- und Kneipenmusik. Bekannt wurde sie unter anderem durch Mad Dodo, gegründet in den 1980er-Jahren, zusammen mit Dominique Brod, Bruno Brandenberger und Christoph Ausfeld. Mit «Mad Dodo» tourte Hug durch Europa und präsentierte ein komödiantisches Musikprogramm. Seit einigen Jahren musiziert Hug zusammen mit ihrem Lebensgefährten Efisio Contini, einem sardischen Musiker und Komponisten.
Berühmt ist die Künstlerin vor allem wegen ihrer musikalischen Vielfalt und ihrer Sprachbegabung. Sie spricht akzentfrei Bern- und Zürichdeutsch. In ihren Liedern wechselt sie oft zwischen verschiedenen Sprachen, Deutsch, Französisch, Italienisch, Englisch, Spanisch, Portugiesisch, hin und her oder kreiert neue Wörter. Hug spielt Gitarre, Mandoline, Ukulele und verschiedene Perkussionsinstrumente.

## Auszeichnungen
- 1985: Salzburger Stier
- 1993: Deutscher Kleinkunstpreis
- 1994: Prix Walo
- 2020: Kulturpreis des Kantons Zürich

## Schauspielerische Aktivitäten
In den Jahren 1982–1984 war sie als Schauspielerin in folgenden TV-Produktionen zu sehen:
- König David, Jeanne d’Arc, Die schwarze Spinne
- Blanc et Immobile – Erik-Satie-Abend,

Weitere Auftritte als Schauspielerin:
- 1986: Dünki Schott, Film von Tobias Wyss und Franz Hohler
- 1990: Die Wandlung. Film von Arne Nannestad mit Peter Freiburghaus[2]
- 2000: Schweizerdeutsche Synchronstimmen für die Filme «Stuart Little» und «Rudolph, das kleine Rentier»
- 2003: Film Big Deal
- 2003: Der Apfelschuss

## Musikalische Produktionen
- LP: Mad Dodo, mit Christina Bauer und Bruno Brandenberger (1984–1986)
- LP: Mad Dodo light, mit Lucy Novotny und Bruno Brandenberger (1988)
- CD: Mad Dodo – Juke Box (1983–1988), mit Dodo Hug, Bruno Brandenberger, Christina Bauer, Lucy Novotny
- CD: Mad Dodo – De la musique à la folie (1992), mit Gina Günthard, Andrej Togni, Marc Hänsenberger
- Mitwirkung beim stop-aids-sampler (1994)
- CD: Dodo Hug – Ora siamo now (erste solo CD) (1994), mit Efisio Contini
- CD: Dodo Hug – Câméléon (1996)
- CD: Dodo Hug – Xang (1997) – live im Kleintheater Luzern
- Songs für die Kinder-CDs Ohrewürm (1994)
- CD: mit Christian Fotsch, Schnabelwetzer 1, 1997
- CD: Dodo Hug – Hugability (1998) – Tournée Dodo Hug & Band mit Piero Contu aus Sardinien
- CD: Dodo Hug – Kaleidofon (2001) – erste Eigenproduktion (Hugini Records)
- Songs für den Röseli-Rock-Sampler (2001)
- Tournée Kaleidoskop, Dodo Hug & Band mit Ioana Butzu (Ro) und Mimmo Pisino (I/ch)
- CD: s’Äntli Gundula (2003) – Kindergeschichten von Rosalina Zweifel mit Songs von Bodo Hut und Efisio Contini
- CD: Mad Dodo – Kiné Kinà Kinò? (2003) – mit Efisio Contini
- CD: Mad Dodo – Ma Collection (2004) – Best of Dodo Hug 1985–2004, Remixes und Neuaufnahmen
- CD: Mad Dodo – Via Mala (2006) – Schwarze Lieder, Detectiv Songs & Canti di Malavita
- CD: Dodo Hug – Kreis (2008)
- CD: Dodo Hug & Efisio Contini – Sorriso Amaro (2010) – Canti di Lavoro e d’Autore
- CD: Dodo Hug – Jokerwoman (2012) – Spielfrau
- CD: Dodo Hug – Digi Tales Best Of 2003–2013
- CD: Dodo Hug & Efisio Contini – Sorriso Clandestino (2016)
- CD: Dodo Hug & Band – Cosmopolitana – eine Ode an die Vielfalt (2019)
- CD: Dodo Hug & Efiso Contini – Castiadas – canti sardi di ieri e di oggi (2022)